# Liocoryphe siamense
Liocoryphe siamense är en kräftdjursart som först beskrevs av Hansen1905.  Liocoryphe siamense ingår i släktet Liocoryphe och familjen Stenetriidae. Inga underarter finns listade i Catalogue of Life.